# Serik Temirzhanov
Serik Temirzhanov (en kazajo: Серік Темиржанов; Panfilovo, 24 de mayo de 1998) es un deportista kazajo que compite en boxeo. Ganó una medalla de plata en el Campeonato Mundial de Boxeo Aficionado de 2021, en la categoría de 57 kg.

## Palmarés internacional
| Campeonato Mundial | Campeonato Mundial | Campeonato Mundial | Campeonato Mundial |
| Año                | Lugar              | Medalla            | Categoría          |
| ------------------ | ------------------ | ------------------ | ------------------ |
| 2021               | Belgrado (Serbia)  | Medalla de plata   | 57 kg              |